# Pujalt (Enviny)
Pujalt, de vegades esmentat com a El Pujalt i de vegades grafiat Pujal, és un poble del terme municipal de Sort, a la comarca del Pallars Sobirà. Fins al 1976 formà part del terme d'Enviny.
Pujalt és al nord-oest del seu actual cap municipal, Sort, a la dreta del Barranc de la Font de Llessiu. Per la diferència d'altitud, Pujalt queda pràcticament damunt de Sort.

## Etimologia
Pujalt és un topònim romànic de caràcter descriptiu. Prové de l'aglutinació de les paraules comunes puig i alt, que descriuen la situació d'aquest poble.

## Geografia

### El poble de Pujalt
Pujalt és un poble allargassat en un esperó pla que s'alça damunt la riba dreta del Barranc de la Font de Llessiu i també queda enlairat pels costats oriental i meridional, a més del nord. Està tot agrupat, formant gairebé un clos, amb un parell de carrers de traçat irregular.
Al centre del poble hi ha l'antiga escola (en la qual es va dur a terme la filmació d'algunes escenes de Les veus del Pamano), mentre que l'església de Sant Pere és a l'extrem nord-oest del petit nucli.

## Cases del poble[1]
| - Casa Astieni - Casa Anton - Casa Beta | - Casa Cadavall - Casa Espuiet - Casa Forn | - Casa Jordi - Casa Peret - Casa Picoi | - Casa Quet - La Rectoria - Casa Rei |

## Història

### Edat moderna
En el fogatge del 1553, Puigalt declara 5 focs laics i un d'eclesiàstic (uns 30 habitants).

### Edat contemporània
Pascual Madoz dedica un article del seu Diccionario geográfico... a Pujalt. S'hi llegeix que és una localitat que forma part del districte municipal d'Enviny, que està situada a la dreta de la Noguera Pallaresa, en el vessant d'una muntanya elevada sobre una penya; la combaten tots els vents, especialment els del nord. El clima hi és fred, i produeix inflamacions i pulmonies. Tenia en aquell moment 11 cases i l'església parroquial de Santa Pere Apòstol, que disposava de rector ordinari. Els veïns es proveïen de les nombroses fonts existents en el terme. Les terres, muntanyoses, són en general de mitjana qualitat. S'hi collia blat, sègol, ordi, moltes nous i algunes fruites d'hivern. S'hi recriaven mules i hi havia el vacum necessari per a la feina agrícola. Hi havia una mica de caça de conills, i bastant de llebres i perdius. El comerç, el derivat de la recria de mules. Comptava amb 5 veïns (caps de casa) i 35 ànimes (habitants).

## Demografia[4]
| 1857 | 1888 | 1900 | 1910 | 1920 | 1930 | 1940 | 1950 | 1960 | 1970 | 1981 | 1991 | 2000 | 2002 | 2004 | 2006 | 2008 | 2010 | 2011 |
| ---- | ---- | ---- | ---- | ---- | ---- | ---- | ---- | ---- | ---- | ---- | ---- | ---- | ---- | ---- | ---- | ---- | ---- | ---- |
| 106  | 79   | 70   | 66   | 70   | 61   | 70   | 57   | 49   | 27   | 27   | 18   | 24   | 26   | 25   | 29   | 33   | 33   | 32   |